# Švábi (kniha)
Švábi (norsky: Kakerlakkene) je detektivní román z roku 1998 od norského spisovatele Jo Nesbø. Je druhý v sérii Harry Hole.

## Obsah
Norský velvyslanec v Thajsku je v nevěstinci na předměstí Bangkoku nalezen ubodaný k smrti. Detektiv Harry Hole je vyslán, aby pomohl thajské policii vyřešit zločin dříve než se dostane do novin. Počínaje velvyslanectvím v Bangkoku, Hole odhaluje napětí mezi diplomaty a politiky, stejně jako hanebná tajemství velvyslancovy rodiny a různých zaměstnanců ambasády. Hole se dozví, že velvyslanec prohrál velkou sumu při sázení na thajské koňské dostihy a zadlužil se notoricky známým lichvářům. Poté se svými novými thajskými kolegy pronikne do stinnějších čtvrtí města, což vede k několika násilným konfrontacím, ale k žádnému skutečnému pokroku v případu.
Hole zjistí, že nůž použitý k vraždě byl namazán sobím tukem, který používali Sámové na dalekém severu Norska, což by poukazovalo na členy norské krajanské komunity v Bangkoku. Následně narazí na norské pedofily využívající thajský sexuální průmysl, bezohledné podnikatele využívající zablokovaný dopravní systém města a skandály zachycující norskou vládnoucí Křesťanskou lidovou stranu a nedávno dosazeného premiéra. Holeovi nadřízení v Bangkoku a Oslu se rozhodli ukončit vyšetřování a poslat ho domů. Když tvrdošíjně odmítá, používají hrubší prostředky, jako jsou hrozby, vydírání a pokusy o atentát.

## Překlad
Český překlad této knihy je prací Kateřiny Krištůfkové a byl vydán v nakladatelství Kniha Zlín roku 2013.